# Ljubljana Gusto Xaurum

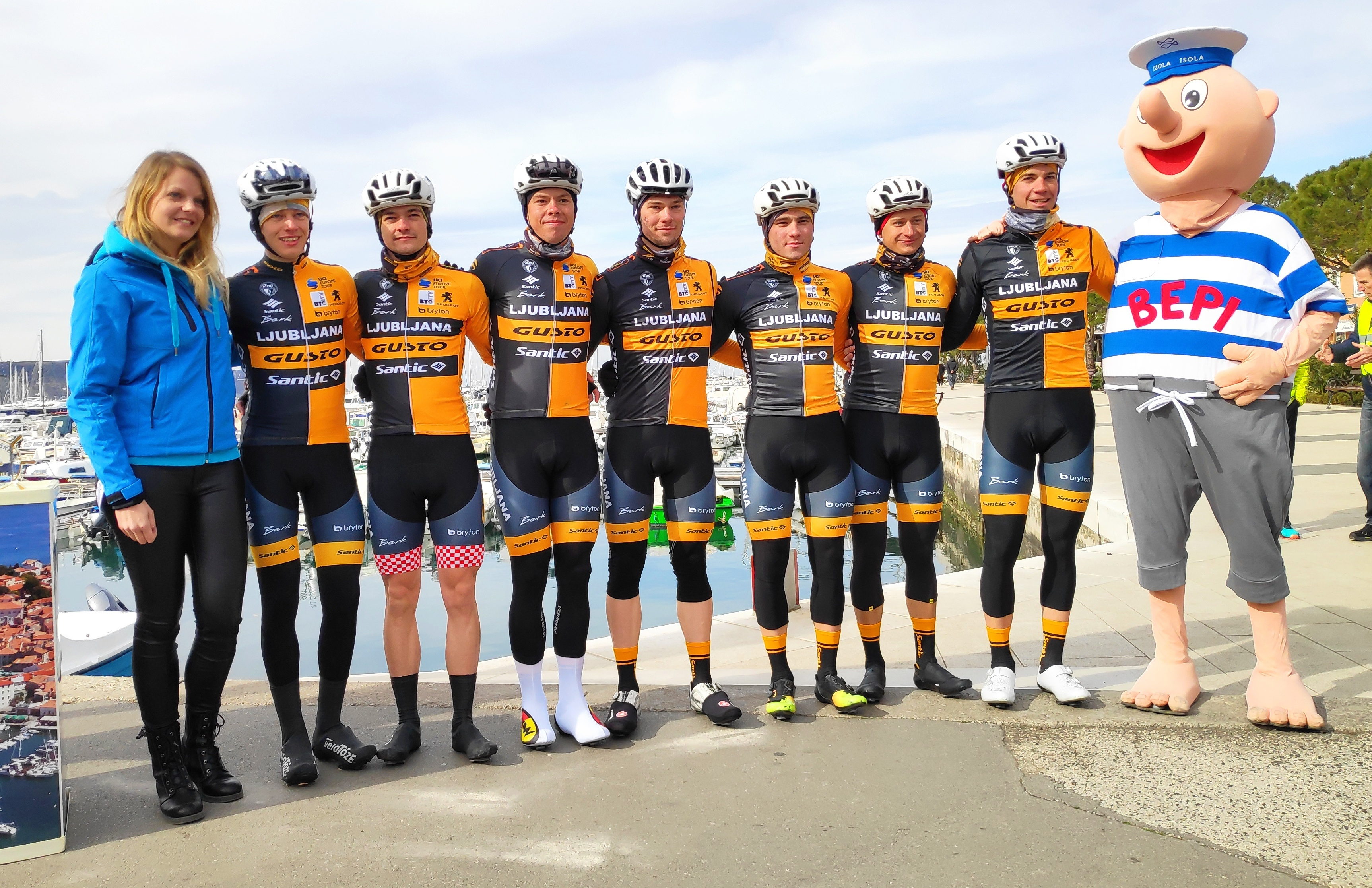
Equip ciclista de l'any 2019.

L'equip Ljubljana Gusto Xaurum (codi UCI: LJU), conegut anteriorment com a Radenska i ROG - Ljubljana, és un equip ciclista eslovè de categoria continental. Creat el 2005, competeix principalment als circuits continentals de ciclisme.

## Principals victòries
- Tour de Vojvodina: Jure Kocjan (2006), Robert Vrečer (2008)
- Trofeu Gianfranco Bianchin: Matic Strgar (2006), Robert Vrečer (2008)
- Belgrad-Banja Luka I: Matej Gnezda (2007), Martin Otonicar (2014)
- Gran Premi Kooperativa: Kristjan Fajt (2007)
- Cronoscalata Gardone V.T.: Robert Vrečer (2008)
- Giro del Medio Brenta: Robert Vrečer (2008)
- Ljubljana-Zagreb: Robert Vrečer (2008)
- Istrian Spring Trophy: Mitja Mahorič (2009)
- Piccolo Giro de Llombardia: Jan Polanc (2012)
- Giro del Friül-Venècia Júlia: Jan Polanc (2013)

### Grans Voltes
- Tour de França
  - 0 participacions

- Giro d'Itàlia
  - 0 participacions

- Volta a Espanya
  - 0 participacions

## Classificacions UCI
L'equip participa en les proves dels circuits continentals i principalment en les curses del calendari de l'UCI Europa Tour.
UCI Amèrica Tour
| Temporada | Classificació per equips | Millor ciclista en la classificació individual |
| --------- | ------------------------ | ---------------------------------------------- |
| 2010      | 17è                      | Luka Mezgec (53è)                              |
| 2012      | 40è                      | Klemen Štimulak (233è)                         |

UCI Àsia Tour
| Temporada | Classificació per equips | Millor ciclista en la classificació individual |
| --------- | ------------------------ | ---------------------------------------------- |
| 2009      | 21è                      | Mitja Mahorič (23è)                            |

UCI Europa Tour
| Temporada | Classificació per equips | Millor ciclista en la classificació individual |
| --------- | ------------------------ | ---------------------------------------------- |
| 2005      | 71è                      | Jure Kocjan (397è)                             |
| 2006      | 45è                      | Jure Kocjan (79è)                              |
| 2007      | 45è                      | Kristjan Fajt (173è)                           |
| 2008      | 35è                      | Robert Vrečer (17è)                            |
| 2009      | 62è                      | Mitja Mahorič (80è)                            |
| 2010      | 60è                      | Jan Tratnik (153è)                             |
| 2011      | 93è                      | Jan Polanc (415è)                              |
| 2012      | 36è                      | Jan Polanc (105è)                              |
| 2013      | 56è                      | Luka Pibernik (30è)                            |
| 2014      | 63è                      | Martin Otonicar (151è)                         |
| 2015      | 101è                     | Robert Jenko (520è)                            |
| 2016      | 113è                     | Rok Korošec (816è)                             |
| 2017      | 68è                      | Tadej Pogačar (258è)                           |